# The Tor Project
The Tor Project, Inc.（トーア・プロジェクト）は、アメリカ合衆国マサチューセッツ州ウィンチェスターに拠点を置く501(c)(3)の研究教育目的の非営利団体である。 コンピュータ科学者のロジャー・ディングルダイン、ニック・マシューソン、および他の5人により設立された。
Tor Projectは主に、匿名通信ネットワークであるTorのソフトウェアの保守・開発を担っている。

## 歴史
Tor Project, Inc. は、2006年12月22日にコンピュータ科学者のロジャー・ディングルダイン、ニック・マシューソンおよび他5名によって設立された。 設立当初、電子フロンティア財団（EFF）が財政的支援組織（フィスカル・スポンサー）を務めていた。
Tor Projectへの初期の資金提供者には、アメリカ合衆国の国際放送局、Internews、ヒューマン・ライツ・ウォッチ、ケンブリッジ大学、Google、およびオランダのStichting NLnetなどがあった。
2014年10月、Tor Projectは、「ダークネット」などの用語に関する一般のイメージを改善し、ジャーナリストへの技術的理解を促進するため、広報会社Thomson Communicationsを雇用した。
2015年5月、Tor Cloudサービスを終了した。
2015年12月、Tor Projectは、元電子フロンティア財団のエグゼクティブ・ディレクターであるシャリ・スティールを新たなエグゼクティブ・ディレクターに迎えたことを発表した。ロジャー・ディングルダインは、2015年5月以降、暫定ディレクターを務めていたが、その後もディレクターおよび理事としてTor Projectに留まった。
同月末、Tor ProjectはOpen Technology Fundの支援のもと、脆弱性発見のためのバグバウンティ制度を開始することを発表した。このプログラムはHackerOneによって運営され、初期は招待制で、Torに特化した脆弱性を対象とする。

2016年7月13日、Tor Projectの理事会（メレディス・ダン、イアン・ゴールドバーグ、ジュリアス・ミッテンツヴァイ、ロブ・トーマス、ウェンディ・セルツァー、ロジャー・ディングルダイン、ニック・マシューソン）が全員退任し、新たにマット・ブレイズ、シンディ・コーン、ガブリエラ・コールマン、リーナス・ノルドバーグ、メーガン・プライス、ブルース・シュナイアーが就任した。
新理事会は、ハラスメント防止ポリシー、利益相反ポリシー、苦情申立手続き、内部審査プロセスなどを導入した。
2020年にはCOVID-19パンデミックの影響で、Tor Projectは職員の13名を解雇し、22名体制となった。
2023年、TailsプロジェクトはTor Projectとの統合を提案し、2024年9月26日に統合が完了した。これにより、Tailsチームはより広範な組織構造の支援を受けつつ、Tails OSの開発に専念できるようになった。

## 資金提供
2012年時点で、Tor Projectの年間予算約200万ドルのうち80％はアメリカ合衆国政府から提供されていた。主な出資元はアメリカ合衆国国務省、アメリカ国際放送局、アメリカ国立科学財団であり、これは「権威主義国家における民主主義支持者を支援するため」とされている。
その他の20％はスウェーデン政府や様々なNGO、そして数千人の個人スポンサーによって賄われていた。
Tor共同設立者のロジャー・ディングルダインは、アメリカ国防総省からの資金提供は調達契約というよりも、研究助成金のようなものであると述べている。Torの元エグゼクティブ・ディレクターであるアンドリュー・ルーマンは、Torがアメリカ連邦政府から資金を受けているにもかかわらず、NSAと協力してユーザーの身元を暴露するようなことは一切していないと明言している。
2016年6月、Tor ProjectはMozillaの「MOSS（Mozilla Open Source Support）」プログラム賞を受賞した。受賞理由は、「Torネットワークのメトリクス（指標）インフラを大幅に強化し、ネットワークのパフォーマンスと安定性をモニターして、適切な改善を行うことを目的とする」ものである。

## ツール
- Metrics Portal

Torネットワークの解析ツール。利用可能な帯域幅や推定ユーザー数などのグラフを提供し、研究者向けに詳細な統計情報を提供する。
- Nyx

コマンドラインでTorを監視・設定するためのアプリケーション。SSH接続やターミナル環境での使用に適しており、システム監視ツールの「top」のように、Torのリソース使用状況や状態をリアルタイムで表示する。
- Onionoo

現在稼働中のTorリレーやブリッジに関する情報を取得できるWebベースのプロトコル。
- OnionShare

任意のサイズのファイルを安全かつ匿名で共有できるオープンソースのツール。
- Open Observatory of Network Interference（OONI）

ネット検閲の監視を目的としたグローバルな観測ネットワーク。オープンな手法と自由・オープンソースソフトウェア（FL/OSS）を用いて、世界中の検閲方法やその規模に関する観測データを収集・共有する。
- Orbot

AndroidおよびiOS向けのTorクライアント。ガーディアン・プロジェクトとの共同開発。
- Orlib

AndroidアプリがOrbot/Tor経由で通信できるようにするためのライブラリ。
- Pluggable Transports

検閲回避を支援するモジュール。クライアントとブリッジ間のTorトラフィックを変換し、検閲者には無害に見えるようにする。
- Relay Search

Torネットワークの概要情報を提供するウェブサイト。
- Shadow

実際のTorソフトウェアをプラグインとして使用できる、離散イベント型ネットワークシミュレーター。正確・効率的かつ再現可能なTorの実験環境を提供する。
- Stem

PythonでTorと連携するスクリプトやアプリケーションを開発するためのライブラリ。
- Tails

Tor経由ですべての通信を行い、ローカルに痕跡を残さないように設計されたライブCD/USBディストリビューション。
- Tor

トラフィック解析からユーザーを保護するために設計された、フリーソフトウェアかつオープンネットワーク。個人の自由、プライバシー、機密性を守る目的がある。Torは現在、Rustによる実装「Arti」も展開している。
- Tor Browser

Mozilla Firefoxをベースにし、Tor経由での匿名ブラウジングを可能にしたカスタマイズ版ブラウザ。
- Tor Phone

すべてのネットワーク通信をTor経由にするスマートフォン。現在は開発終了。
- TorBirdy

Mozilla Thunderbirdおよびそのフォークに対してTor通信を適用する拡張機能。
- txtorcon

PythonとTwistedベースで実装されたTor制御プロトコル。ユニットテスト、設定抽象化、ドキュメントが用意されており、PyPIおよびDebianで利用可能。

## 受賞歴
2011年3月、Torプロジェクトはフリーソフトウェア財団（FSF）の「2010年 社会的貢献を果たすプロジェクト賞（Award for Projects of Social Benefit）」を受賞した。「フリーソフトウェアを用いて、Torは世界中で約3600万人の人々に、プライバシーと匿名性を保ちながらインターネット上での自由なアクセスと表現を可能にした。Torネットワークは、イランやエジプトでの反体制運動において決定的な役割を果たした」
2012年9月、Torプロジェクトは電子フロンティア財団（EFF）の「2012年 パイオニア賞（EFF Pioneer Award）」を受賞した。
2012年11月、雑誌『Foreign Policy』は、ロジャー・ディングルダイン、ニック・マシューソン、Paul Syversonを「内部告発者のためにウェブの安全を確保した」として「世界のトップ100思想家（Top 100 Global Thinkers）」に選出した。
2014年、ロジャー・ディングルダイン、ニック・マシューソン、Paul Syversonは、論文「Tor: The Second-Generation Onion Router」（2004年8月、USENIX Security Symposium 13回大会にて発表）によって、USENIXの「Test of Time Award（時を超えた影響力賞）」を受賞した。
2021年、TorプロジェクトはLevchin賞（現実世界の暗号技術賞）を受賞した。